# Miosotis alpestre
Miosotis alpestre (Myosotis alpestris) és una planta herbàcia perenne de la família de les boraginàcies que creix en petits manats. És la flor del comtat de Westmorland, al Regne Unit, i la flor de l'estat d'Alaska.

## Morfologia
És una planta amb tendència cespitosa. Les seves flors són de color blau intens amb coll groc inclòs en la part superior d'una tija curta i poc o gens ramificada. Té les fulles fosques, ovals i amb el revers pilós. L'època de floració s'estén entre l'abril i el setembre.

## Ecologia
Creix en llocs oberts i rocosos a les muntanyes d'aquesta zona. Floreix en ple estiu amb altres varietats del mateix gènere. Pertany a una de les poques famílies de plantes que mostren flors de color blau vertader. Pot créixer en l'estatge alpí amb aigua de neu fosa, però prefereix l'herba mullada, els prats frescals i els pedruscalls ombrívols i innivats entre els 1.500 i els 2.800 m. A Catalunya es pot trobar freqüentment als Pirineus.